# Campeonato Peruano de Fútbol de 1957
El Campeonato Peruano de Fútbol de 1957, denominado como «XLI Campeonato Profesional», fue la edición número 41 de la Primera División del Perú. Se jugó desde el 4 de agosto de 1957 hasta el 5 de enero de 1958. Su organización estuvo a cargo de la Asociación Central de Fútbol (ACF) y contó con la participación de diez equipos. 
El campeón fue el Centro Iqueño que ganó su primer título, un campeonato cuyo valor se explicaba no sólo por haber terminado en la parte más alta de la tabla con 27 puntos, sino por superar y derrotar en duelos directos a los equipos más tradicionales e importantes del país en ese momento: Atlético Chalaco, Sporting Cristal, Universitario y Alianza Lima.

## Sistema de competición
Todos los equipos se enfrentaron bajo el sistema de todos contra todos en partidos de ida y vuelta. Al final de la liguilla, los 10 equipos fueron divididos en 2 grupos; los equipos ubicados entre los 5 primeros lugares, disputaron el título; mientras que los equipos ubicados entre los 5 últimos lugares, disputaron el descenso.
Se otorgaron 2 puntos por partido ganado, 1 punto por partido empatado y 0 puntos por partido perdido. El campeón fue el equipo que más puntos obtuvo. El equipo que quedó en el último puesto descendió automáticamente a la Segunda División del Perú.

## Ascensos y descensos
| Posición | Ascendido de Segunda División 1956 |
| -------- | ---------------------------------- |
| 1º       | Porvenir Miraflores                |

| Posición | Descendido de Primera División 1956 |
| -------- | ----------------------------------- |
| 10º      | Carlos Concha                       |

## Equipos participantes
| Club                      | Ciudad     | Entrenador        |
| ------------------------- | ---------- | ----------------- |
| Alianza Lima              | Lima       | Adelfo Magallanes |
| Atlético Chalaco          | Callao     | César Viccino     |
| Centro Iqueño             | Lima       | Roberto Scarone   |
| Ciclista Lima             | Lima       | Luis López        |
| Deportivo Municipal       | Lima       | Juan Valdivieso   |
| Mariscal Sucre            | Lima       | Agapito Perales   |
| Porvenir Miraflores       | Miraflores | Juan Ulloa        |
| Sport Boys                | Callao     | Dan Georgiadis    |
| Sporting Cristal          | Lima       | Luis Tirado       |
| Universitario de Deportes | Lima       | Arturo Fernández  |

## Tabla de posiciones
| P  | Equipo              | PJ | PG | PE | PP | GF | GC | DG  | Ptos. |
| -- | ------------------- | -- | -- | -- | -- | -- | -- | --- | ----- |
| 1  | Centro Iqueño       | 22 | 10 | 7  | 5  | 38 | 23 | +15 | 27    |
| 2  | Atlético Chalaco    | 22 | 10 | 5  | 7  | 32 | 26 | +6  | 25    |
| 3  | Alianza Lima        | 22 | 9  | 6  | 7  | 51 | 38 | +13 | 24    |
| 4  | Universitario       | 22 | 8  | 8  | 6  | 45 | 34 | +11 | 24    |
| 5  | Sporting Cristal    | 22 | 9  | 5  | 8  | 32 | 30 | +2  | 23    |
| 6  | Deportivo Municipal | 22 | 9  | 5  | 8  | 42 | 36 | +6  | 23    |
| 7  | Ciclista Lima       | 22 | 7  | 6  | 9  | 34 | 42 | -8  | 20    |
| 8  | Sport Boys          | 22 | 6  | 8  | 8  | 26 | 35 | -9  | 20    |
| 9  | Mariscal Sucre      | 22 | 5  | 9  | 8  | 27 | 36 | -9  | 19    |
| 10 | Porvenir Miraflores | 22 | 4  | 7  | 11 | 25 | 52 | -27 | 15    |

PJ = Partidos jugados; PG = Partidos ganados; PE = Partidos empatados; PP = Partidos perdidos; GF = Goles a favor ; GC = Goles en contra; DG = Diferencia de goles; Pts = Puntos
|  | Campeón de la Temporada 1957       |
|  | Descendido a Segunda División 1958 |

|                                |
| Campeón                        |
| Club Centro Iqueño 1.er título |

## Goleadores
| Jugador             | Equipo                    | Goles |
| ------------------- | ------------------------- | ----- |
| Daniel Ruiz         | Universitario de Deportes | 20    |
| Carlos Abel Linazza | Centro Iqueño             | 18    |
| Gualberto Bianco    | Ciclista Lima             | 14    |
| Faustino Delgado    | Sporting Cristal          | 12    |
| Alberto Terry       | Universitario de Deportes | 12    |
| Valeriano López     | Alianza Lima              | 11    |
| Carlos Zunino       | Sporting Cristal          | 11    |
| Tulio Quiñones      | Porvenir Miraflores       | 10    |
| Félix Castillo      | Alianza Lima              | 10    |
| Jaime Obando        | Mariscal Sucre            | 10    |